# Alexander Altmann
Alexander Altmann (Kassa, 16 d'abril de 1906 – 6 de juny de 1987) va ser un estudiós i rabí jueu ortodox nascut en Kassa, Àustria-Hongria, avui Košice, Eslovàquia. Va emigrar a Anglaterra en 1938 i més tard se va assentar en els Estats Units, treballar de forma productiva durant una dècada i mitja com a professor al Departament de filosofia a la Universitat Brandeis.